# Municipalità locale di Ga-Segonyana
Ga-Segonyana è una municipalità locale (in inglese Ga-Segonyana Local Municipality) appartenente alla municipalità distrettuale di Kgalagadi della Provincia del Capo Settentrionale in Sudafrica. 
In base al censimento del 2001 la sua popolazione è di 70.388 abitanti.
La sede amministrativa e legislativa è la città di Kuruman e il suo territorio si estende su una superficie di 4.491 km² ed è suddiviso in 9 circoscrizioni elettorali (wards). Il suo codice di distretto è NC452.

## Geografia fisica

### Confini
La municipalità locale di Ga-Segonyana confina a nord con quella di Moshaweng, a est con quella di Greater Taung (Dr Ruth Segomotsi Mompati/Nordovest), a sud con quelle di Kgatelopele, Tsantsabane (Siyanda e con il District Management Areas NCDMA09, a ovest con quella di Gamagara e con il District Management Areas NCDMACB1.

### Città e comuni
- Batlharo Ba Ga Motlhware
- Ga Modana
- Gathlose
- Kudumane
- Kuruman
- Mothibistad

### Fiumi
- Ga-Mogara
- Groot - Boetsap
- Klein - Boetsap
- Kuruman
- Matlhwaring